# 松塚豊茂
松塚豊茂（まつづか とよしげ、1930年-　）は、日本の宗教哲学者、島根大学名誉教授。

## 来歴
奈良県大和郡山市生まれ。1955年京都大学文学部哲学科卒、60年同大学大学院博士課程単位修得退学。島根大学助教授、教授、1996年定年退官し名誉教授。2001年「ニヒリズム論攷」で京大文学博士。浄土教と西洋実存哲学の比較などをしてきた。

## 著書
- 『浄土教思想の哲学的考察』永田文昌堂 1979
- 『倫理学講義』北樹出版 1983
- 『石見の善太郎』永田文昌堂 1988
- 『浄土の光 学生への手紙』島根大学仏教青年会編 近代文芸社 1995
- 『絶望の論理 キルケゴール『死に至る病』の研究』近代文芸社 1995
- 『聞光録』永田文昌堂 1997
- 『ニヒリズムと往生要集』永田文昌堂 1998
- 『光を聞く 聞法・信心』永田文昌堂 2000
- 『ニヒリズム論攷』全3巻 永田文昌堂 2002
- 『良寛に学ぶ (禅師における他力思想)』山陰中央新報社、2003
- 『法句経を読む』永田文昌堂 2005
- 『光を聞く 生・老・病・死』永田文昌堂 2005
- 『光を聞く 人間・人間関係』永田文昌堂 2007

共著
- 『浄土と虚無 金光寿郎ディレクターとの対談』法藏館 2012

### 論文
- CiNii>松塚豊茂